# Ангели Світла. Ангели Свободи
«Ангели Світла. Ангели Свободи» — малюнок української художниці Марії Федюк, присвячений загиблим учасникам акцій протесту в Україні у грудні 2013 — лютому 2014 року, публічно названі «Небесною сотнею».

## Історія
Картина була створена у дні збройного конфлікту на Майдані, у період з 18 по 20 лютого.
Зображення було викладено автором у соц.мережу «Вконтакте» 20 лютого.
Одразу після публікації воно заполонило інтернет. Поширення також зазнало у засобах масової інформації.
Територіальні громади, у багатьох містах України, розміщували на рекламних щитах малюнок «Ангели Світла. Ангели Свободи» у знак пам'яті героям «Небесної сотні».

## Опис
На малюнку зображено збірний образ «майданівця» у касці і балаклаві, що прикривається щитом з зображенням Тризубу (герба Української держави). Вогонь, який охоплює все, є відображенням полум'я майданівських барикад, що використовувались мітингувальниками як захист від силовиків, та були невід'ємним складовим тих революційних подій.
На фоні видніється частина стели Майдану Незалежності, що було центральним місцем всіх зимових подій.

## Цікаві факти
Зображення використовувалось як ілюстрація антології майданівських віршів «Небесна сотня». До книги увійшли твори більше двохсот поетів сучасності з різних країн світу. Поряд творів маловідомих авторів є доробки літераторів, таких як Іздрик, Ірванець, Павличко.
Гурт «TaRuta» використав малюнок як обкладинку для свого альбому міні-альбому «Небесна сотня», що присвячений подіям Майдану.

«Небесна сотня», рекламний щит (околиці м. Київ)